# Fabio Macellari
Fabio Macellari (Sesto San Giovanni, 23 agosto 1974) è un allenatore di calcio ed ex calciatore italiano, di ruolo difensore.

## Caratteristiche tecniche
Era un esterno sinistro, che poteva giocare sia sulla linea di difesa che su quella di centrocampo. Macellari stesso si definì «un esterno di sinistra che difende e che attacca. Nel mio gioco, quando sono nelle migliori condizioni, esprimo dinamismo, progressione, velocità, potenza e cross al centro».

## Carriera

### Giocatore

#### Esordi
Macellari ha iniziato la carriera nella Pro Sesto, venendo tesserato all'età di dieci anni e rimanendo nelle giovanili del club fino al compimento dei diciotto. Nel 1992 è stato prestato alla Fiorentina per partecipare all'edizione annuale del Torneo di Viareggio. Con i toscani ha vinto la competizione, superando la Roma per 3-2 nella finale.

#### Lecce
Nel 1994 si è trasferito al Lecce. Ha segnato due reti nella sua carriera con i salentini, nel pareggio 2-2 contro il Venezia e nella vittoria per uno a zero sul Torino nella Serie B 1996-1997, entrambi allo stadio Via del Mare.

#### Cagliari
A settembre 1997 è passato al Cagliari seguendo il tecnico Ventura, di fatto rinunciando a giocare in Serie A con il Lecce. Ha segnato la prima rete con il Cagliari (e in Serie A) il 6 gennaio  1999, nella vittoria esterna per tre a uno contro il Salernitana. Andò in gol anche il 28 novembre 1999, contro il Bari, nella sconfitta casalinga per tre a due. Il 5 marzo 2000 ha siglato una rete nella sconfitta per cinque a due contro l'Udinese allo stadio Friuli.

#### Inter
Nel 2000 è passato all'Inter, con la quale ha debuttato in Champions League, seppure nei preliminari: ha infatti giocato nella sconfitta per 1-0 contro gli svedesi dell'Helsingborg, entrando in campo all'inizio del secondo tempo al posto di Cyril Domoraud. Al ritorno a Milano, è stato schierato titolare con i nerazzurri che non sono andati oltre lo 0-0, risultato che di fatto ha sancito la loro eliminazione. Ha giocato con l'Inter nella Supercoppa italiana disputata a Roma l'8 settembre 2000, tra la Lazio e i nerazzurri. I biancocelesti si sono imposti per 4-3. Il debutto in campionato è arrivato il 1º ottobre 2000 a Reggio Calabria, nella sconfitta dell'Inter per 2-1 contro la Reggina, subentrando nel secondo tempo a Luigi Di Biagio. Come dichiarato successivamente dal calciatore stesso, dopo l'esonero di Marcello Lippi da parte di Massimo Moratti e il conseguente arrivo di Marco Tardelli, il suo spazio in squadra è gradualmente diminuito, finché a fine stagione non ha cambiato maglia.

#### Bologna e ritorno a Cagliari
Macellari è passato così al Bologna, nell'ambito del trasferimento che ha portato Jonatan Binotto ai nerazzurri, nell'estate 2001. A luglio 2002 si è infortunato al menisco ed è stato operato. La società e il calciatore hanno poi rescisso il contratto nel mese di ottobre dello stesso anno.
Più tardi Macellari ammetterà di aver fatto uso di cocaina ai tempi della militanza nel Bologna.
Nel mercato invernale del 2003, Macellari ha firmato un contratto con il Cagliari, tornando così alla società che lo aveva lanciato in Serie A. A gennaio 2004 il Cagliari ha messo fuori rosa il calciatore, reo di essere tornato al centro allenamenti Ercole Cellino alle otto di mattina, quando il limite era fissato alle ventidue e trenta.

#### Esperienze varie
Il 28 settembre 2004 lo svincolato Macellari ha firmato un contratto annuale con il Pavia. È tornato così a giocare, accettando uno stipendio pari al minimo sindacale, dopo essere stato richiamato dal vecchio compagno di squadra alla Pro Sesto Moreno Zocchi. Come da accordo con il Pavia, il calciatore sarebbe stato libero di accasarsi in Serie B in caso di una chiamata ritenuta soddisfacente da ambo le parti.
Il 23 dicembre 2004 il Catanzaro ha ufficializzato il trasferimento di Macellari dal Pavia. Tre giorni dopo è invece la Triestina ad annunciare l'arrivo dell'esterno sinistro. L'esordio con la nuova squadra è arrivato il 6 gennaio 2005, nella sconfitta degli alabardati in casa del Vicenza per 1-2.
Il 19 agosto 2005, la Lucchese ha comunicato l'arrivo di Fabio Macellari a parametro zero. Con questa maglia gioca 13 partite in campionato.
Il 17 gennaio 2006 la Sangiovannese ha ufficializzato lo scambio con la Lucchese, che ha portato Osvaldo Mannucci a Lucca e Fabio Macellari a San Giovanni Valdarno. Con la nuova squadra è arrivato a lottare per la promozione in Serie B, ma ai play-off la Sangiovannese è stata sconfitta dal Frosinone.
Il 12 giugno 2007 è stato ingaggiato dal Villasimius, nell'Eccellenza sarda. Dopo la scadenza del contratto, ha firmato per il Vado. Il 28 giugno 2010 si è accordato con la U.S. Bobbiese, squadra militante allora nella Prima Categoria piacentina. Oltre ad essere un calciatore della prima squadra, attualmente militante nel campionato di Promozione Emilia, è stato scelto per allenare la categoria Giovanissimi del club.
Dal 4 marzo 2013, dopo l'esonero dell'allenatore della Bobbiese Alberto Tibaldi, è il nuovo tecnico della squadra piacentina, ricoprendo il doppio ruolo di giocatore e allenatore. Nel 2013 abbandona l'attività agonistica e viene riconfermato sulla panchina neroverde, tuttavia lascia l'incarico poco prima dell'inizio del campionato. Il 19 gennaio 2014 è stato ingaggiato dall'Amatrice, squadra militante in Terza Categoria laziale, con il duplice ruolo di giocatore e allenatore dei Giovanissimi. Dall'agosto 2014 ha vestito la maglia della C.A.S.TOR. Tortolì, militante nella Prima Categoria sarda. Chiude quindi la sua carriera da calciatore dopo 30 anni di attività agonistica.

### Allenatore
Nel dicembre 2015 diventa allenatore del Seulo 2010, in Prima Categoria sarda. Nel settembre 2016, prima dell'avvio del campionato di Promozione, lascia per motivi personali l'incarico di allenatore della squadra del Seulo.

### Dopo il ritiro
Dopo il ritiro dalla carriera calcistica è ritornato a Bobbio, in provincia di Piacenza fra i monti e nel verde della Val Trebbia, luogo di provenienza della famiglia e dove si occupa dell'antica fattoria di famiglia assieme ai famigliari ed al figlio Matteo:
Continua comunque ad occuparsi di calcio come commentatore sportivo per riviste, giornali, siti e blog calcistici.
Il 12 novembre 2016 organizza, e prende parte come giocatore, ad Iglesias allo stadio "Monteponi" un triangolare di vecchie glorie di serie A del Cagliari per il comune di Amatrice devastato dal terremoto e dove ha militato come giocatore nel 2014.

## Statistiche

### Presenze e reti nei club
| Stagione         | Squadra          | Campionato       | Campionato | Campionato | Coppe nazionali | Coppe nazionali | Coppe nazionali | Coppe continentali | Coppe continentali | Coppe continentali | Altre coppe | Altre coppe | Altre coppe | Totale | Totale | Totale |
| Stagione         | Squadra          | Comp             | Pres       | Reti       | Comp            | Pres            | Reti            | Comp               | Pres               | Reti               | Comp        | Pres        | Reti        | Pres   | Reti   |        |
| ---------------- | ---------------- | ---------------- | ---------- | ---------- | --------------- | --------------- | --------------- | ------------------ | ------------------ | ------------------ | ----------- | ----------- | ----------- | ------ | ------ | ------ |
| 1992-1993        | Pro Sesto        | C1               | 5          | 0          | CI-C            | 0               | 0               | -                  | -                  | -                  | -           | -           | -           | 5      | 0      |        |
| 1993-1994        | Pro Sesto        | C1               | 33         | 1          | CI-C            | 0               | 0               | -                  | -                  | -                  | -           | -           | -           | 33     | 1      |        |
| Totale Pro Sesto | Totale Pro Sesto | Totale Pro Sesto | 38         | 1          |                 | 0               | 0               |                    | -                  | -                  |             | -           | -           | 38     | 1      |        |
| 1994-1995        | Lecce            | B                | 30         | 1          | CI              | 3               | 0               | -                  | -                  | -                  | -           | -           | -           | 33     | 1      |        |
| 1995-1996        | Lecce            | C1               | 30         | 0          | CI+CI-C         | 1+?             | 0+?             | -                  | -                  | -                  | -           | -           | -           | 31+    | 0+     |        |
| 1996-1997        | Lecce            | B                | 34         | 3          | CI              | 1               | 0               | -                  | -                  | -                  | -           | -           | -           | 35     | 3      |        |
| Totale Lecce     | Totale Lecce     | Totale Lecce     | 94         | 4          |                 | 5+              | 0+              |                    | -                  | -                  |             | -           | -           | 99+    | 4+     |        |
| 1997-1998        | Cagliari         | B                | 31         | 0          | CI              | 1               | 0               | -                  | -                  | -                  | -           | -           | -           | 32     | 0      |        |
| 1998-1999        | Cagliari         | A                | 30         | 2          | CI              | 3               | 0               | -                  | -                  | -                  | -           | -           | -           | 33     | 2      |        |
| 1999-2000        | Cagliari         | A                | 31         | 2          | CI              | 7               | 0               | -                  | -                  | -                  | -           | -           | -           | 38     | 2      |        |
| 2000-2001        | Inter            | A                | 7          | 0          | CI              | 3               | 0               | UCL+CU             | 2+3                | 0                  | SI          | 1           | 0           | 16     | 0      |        |
| 2001-2002        | Bologna          | A                | 10         | 0          | CI              | 2               | 0               | -                  | -                  | -                  | -           | -           | -           | 12     | 0      |        |
| ago.-dic. 2002   | Bologna          | A                | 0          | 0          | CI              | 0               | 0               | Int                | 0                  | 0                  | -           | -           | -           | 0      | 0      |        |
| Totale Bologna   | Totale Bologna   | Totale Bologna   | 10         | 0          |                 | 2               | 0               |                    | 0                  | 0                  |             | -           | -           | 12     | 0      |        |
| gen.-giu. 2003   | Cagliari         | B                | 11         | 0          | CI              | -               | -               | -                  | -                  | -                  | -           | -           | -           | 11     | 0      |        |
| 2003-2004        | Cagliari         | B                | 18         | 0          | CI              | 1               | 0               | -                  | -                  | -                  | -           | -           | -           | 19     | 0      |        |
| Totale Cagliari  | Totale Cagliari  | Totale Cagliari  | 121        | 4          |                 | 12              | 0               |                    | -                  | -                  |             | -           | -           | 133    | 4      |        |
| ago.-dic. 2004   | Pavia            | C1               | 11         | 0          | CI-C            | ?               | ?               | -                  | -                  | -                  | -           | -           | -           | 11+    | 0+     |        |
| gen.-giu. 2005   | Triestina        | B                | 17         | 0          | CI              | -               | -               | -                  | -                  | -                  | -           | -           | -           | 17     | 0      |        |
| ago.-dic. 2005   | Lucchese         | C1               | 13         | 0          | CI+CI-C         | 0+?             | 0+?             | -                  | -                  | -                  | -           | -           | -           | 13     | 0      |        |
| gen.-giu. 2006   | Sangiovannese    | C1               | 12         | 0          | CI+CI-C         | -+?             | -+?             | -                  | -                  | -                  | -           | -           | -           | 12+    | 0+     |        |
| 2007-2008        | Villasimius      | Ecc              | 20         | 0          | -               | -               | -               | -                  | -                  | -                  | -           | -           | -           | 20     | 0      |        |
| ago.-dic. 2008   | Vado             | Ecc              | 13         | 1          | -               | -               | -               | -                  | -                  | -                  | -           | -           | -           | 13     | 1      |        |
| gen.-giu. 2009   | Loanesi          | Ecc              | 9          | 0          | -               | -               | -               | -                  | -                  | -                  | -           | -           | -           | 9      | 0      |        |
| Totale carriera  | Totale carriera  | Totale carriera  | 365+       | 10+        |                 | 22+             | 0+              |                    | 5                  | 0                  |             | 1           | 0           | 393+   | 10+    |        |

## Palmarès

### Giocatore

#### Club

##### Competizioni nazionali
- Serie C1: 1

Lecce: 1995-1996

##### Competizioni giovanili
- Campionato Allievi Nazionali: 1

Pro Sesto: 1989-1990
- Torneo di Viareggio: 1

Fiorentina: 1992